# 波莫纳公园 (佛罗里达州)
波莫纳公园（英語：Pomona Park），是美国佛罗里达州普特南縣下属的一座城镇。建立于1894年。面积约为8.6平方公里（约合3.3平方英里）。根据2010年美国人口普查，该市有人口912人。论人口在本州排行第334。